# Chiemgau-Arena
La Chiemgau-Arena (già Stadion am Zirmberg) di Ruhpolding (Germania) è uno stadio di biathlon e di salto con gli sci che si trova a circa 700 m s.l.m.
L'impianto ospita regolarmente una tappa della Coppa del Mondo di biathlon e, talvolta, alcune gare della combinata nordica. È il secondo stadio di biathlon in Germania per dimensioni, dietro alla DKB-Ski-Arena di Oberhof, e prende il nome dalla regione storica del Chiemgau nella quale sorge.

## Storia
Sorta nel 1964, la struttura è un punto di riferimento per la preparazione olimpica degli atleti tedeschi ed è particolarmente legata alla figura di Ricco Groß. Nel 2005 sono stati ammodernati i trampolini per il salto con gli sci ed è stata così ottenuta l'omologazione da parte della FIS per ospitare gare di combinata nordica. Nuovi lavori di ammodernamento e ampliamento sono stati avviati in vista dei Campionati mondiali di biathlon 2012: la capienza verrà portata 12-14.000 posti, con la possibilità di ulteriori estensioni fino a 30.000.

## Dati
La capienza dello stadio è stata provvisoriamente aumentata fino a poter contenere 10.000 spettatori. L'intero impianto conta cinque trampolini per il salto (K20, K40, K65, HS100, HS128 - Große Zirmbergschanze). Le piste per la pratica dello sci raggiungono la pendenza massima del 20% e toccano quota 749 m s.l.m..

## Competizioni
L'Arena ha già ospitato in quattro occasioni (nel 1979, nel 1985, nel 1996 e nel 2012) i Campionati mondiali di biathlon. Il 13 gennaio 1978 ospitò la prima gara di Coppa del Mondo di biathlon, che dal 1997 viene invece disputata annualmente, e dal 2005 ospita anche una gara di combinata nordica, sebbene non regolarmente.